# ترشک آلپ
ترشک آلپ (نام علمی: Rumex alpinus) نام یک گونه از سرده ترشک است.